# Diplacodes lefebvrii
Diplacodes lefebvrii – gatunek ważki z rodziny ważkowatych (Libellulidae). Występuje na terenie niemal całej Afryki, południowej Europy (południowa Hiszpania, niektóre greckie wyspy we wschodniej części Morza Egejskiego oraz Rodos), południowo-zachodniej i południowej Azji oraz na wyspach w zachodniej części Oceanu Indyjskiego (m.in. Komory, Madagaskar, Seszele, Mauritius, Reunion).
W RPA imago lata przez cały rok, choć zimą rzadko; na wyższych wysokościach od listopada do maja. Długość ciała 27–33 mm. Długość tylnego skrzydła 20,5–25 mm.